# زقزق
زِقْزِق (الاسم العلمي Linepithema)، جنس حشرات صغيرة من فصيلة النمل.